# Four Corners
Four Corners er et område i USA beliggende i det sydvestlige Colorado, nordvestlige New Mexico, nordøstlige Arizona og sydøstlige Utah. Navnet stammer fra Four Corners Monument, som er placeret dér, hvor de fire delstater mødes – det eneste sted i USA, hvor fire delstater grænser op til hinanden. Størstedelen af området tilhører selvstyrende indianerstammer. To af disse stammer er navajoerne og ute-bjergstammen, der, som de fire delstater, begge har en grænse ved Four Corners Monument. Den økonomisk og indbyggermæssigt største by i området er Farmington i New Mexico.

## Geografi
Four Corners-området defineres normalt som en cirkel omkring Four Corners Monument på 36°59′56.31532″N 109°02′42.62019″V / 36.9989764778°N 109.0451722750°V.
Området ligger på det høje Colorado-plateau, og er dermed centrum for vejrsystemer, der stabiliserer sig på platuet og dernæst fortsætter østpå mod Midtvesten og bjergstaterne. Vejrsystemet giver sne- og regnfald over det centrale USA.
Beskyttede naturområder i Four Corners er blandt andre Canyon de Chelly National Monument, Hovenweep National Monument, Mesa Verde National Park og Monument Valley. Bjergkæder i Four Corners er blandt andre Sleeping Ute Mountains, Abajo Mountains og Chuska Mountains.

## Politik
Delstaterne Arizona, Colorado, New Mexico og Utah, samt navajostammen og ute-bjergstammen, har alle juridiske administrative grænser på stedet. Selve Four Corners Monument administreres af navajostammen. Andre stammesamfund i området er hopierne samt andre ute-stammer Navajoernes regeringshovedstad, Window Rock i Arizona, ligger i Four Corners. Ute-bjergstammens regeringshovedkvarter ligger i Towaoc i Colorado.

## Byer
Four Corners er primært et landligt område. Den økonomiske drivkraft og største by er Farmington, som er den eneste større by i området med sine 122.000 indbyggere. Det beboede område, der ligger tættest på Four Corners' midtpunkt er Teec Nos Pos i Arizona. Andre byer i området er Cortez og Durango i Colorado, Monticello og Blanding i Utah, Kayenta og Chinle i Arizona og Shiprock, Aztec og Bloomfield i New Mexico.

## Transport
Motorvejen Interstate 40 løber langs Four Corners' sydlige del. Blandt hovedvejene i Four Corners-områder er Route 64, Route 160, Route 163, Route 191, Route 491 (tidligere Route 666) og Route 550.
Hovedlinjen på jernbanen Atchison, Topeka and Santa Fe Railway, der nu har BNSF Railway som operatør, løber også langs Four Corners sydlige del. I området er der flere veteranbaner, blandt andre Durango and Silverton Narrow Gauge Railroad og Cumbres and Toltec Scenic Railroad. Black Mesa and Lake Powell Railroad, der forbinder et kraftværk med en kulmine ved Kayenta, kommer tæt på Four Corners.

## Historie
USA overtog det nuværende Four Corners-område fra Mexico efter den Mexicansk-amerikanske krig i 1848. I 1868 blev området kortlagt for første gang af USA's regering, i forbindelse med oprettelsen af delstaten Colorado, den første af de Four Corners-staterne. Four Corners blev oprettet som en juridisk grænse i 1901, da Arizonas grænser blev fastlagt. Den første markering i midten af Four Corners, blev placeret i 1912. Navajoerens første stammeregering blev oprettet i 1923, for at regulere en stigende mængde olieundersøgelsesaktiviteter på stammens område.